# Thousand dreams
『thousand dreams』（サウザンド・ドリームス）は、2001年6月27日、徳間ジャパンコミュニケーションズより発売されたinfixのアルバムである。

## 解説
先行シングル『Rolling Dice』以外は外部の委託に頼らずに制作した。

## 収録曲
- 全編曲：infix（特記以外）

1. Rolling Dice
作詞：長友仍世／作曲：infix／編曲：infix・石原愼一郎
2. EASY TARGET
作詞：長友仍世／作曲：佐藤晃
3. RAGE
作詞・作曲：佐藤晃
4. TWO WAY
作詞：長友仍世／作曲：佐藤晃
5. I Don't Know Why
作詞：長友仍世／作曲：infix
6. SAY
作詞：長友仍世／作曲：佐藤晃
7. TROUBLE BABY
作詞・作曲：長友仍世
8. No Break Down
作詞：長友仍世／作曲：佐藤晃
9. WILD HORSES (album ver.)
作詞：長友仍世／作曲：infix
10. RUN FOR…
作詞：長友仍世／作曲：佐藤晃
  - テレビ東京系『愛の貧乏脱出大作戦』エンディングテーマ
11. あなたのために…
作詞・作曲：長友仍世
12. AWAKE 〜翼を広げて〜
作詞・作曲：長友仍世